# Ankistrodon
Ankistrodon is een geslacht van uitgestorven archosauriformen, bekend uit de Panchetformatie uit het Vroeg-Trias van India. De typesoort is Ankistrodon indicus, beschreven door de productieve Britse zoöloog Thomas Henry Huxley in 1865. De geslachtsnaam is afgeleid van het Grieks ἄγκιστρον, 'haak', en odoon, 'tand', een verwijzing naar de gekartelde tanden. De soortaanduiding, 'de indische', verwijst naar de herkomst uit India.
Het holotype GSI 2259 werd gevonden bij het dorp Deoli. Het bestaat uit een stuk kaak met twee tanden.
Huxley zag de soort als een lid van de Thecodontia. Harry Govier Seeley dacht in 1880 dat het een theropode dinosauriër was en, ten onrechte aannemend dat de naam bezet was door de adder Agkistrodon Palisot de Beauvois, 1799 dan wel de vis Ancistrodon Roemer, 1849, hernoemde hij die in 1885 tot Epicampodon, een nomen vanum. Friedrich von Huene hernoemde de soort in 1908 tot een Thecodontosaurus indicus en in 1942 tot een Champsosaurus indicus, toen meteen wat postcrania toewijzend waarvan het verband met de kaak niet te bewijzen valt. In 1976 gaf Charig het geslacht als geldig en als een lid van de Proterosuchidae. Dat is echter zelf een parafyletische groep. Tegenwoordig wordt het taxon meestal gezien als een nomen dubium en een onbepaald lid van de Archosauriformes.